# もみ消して冬〜わが家の問題なかったことに〜
『もみ消して冬〜わが家の問題なかったことに〜』（もみけしてふゆ わがやのもんだいなかったことに）は、2018年1月13日から3月17日まで日本テレビ系の土曜ドラマ枠で放送された日本のテレビドラマである。主演は山田涼介。
2019年6月29日には、スペシャルドラマとして『もみ消して冬 2019夏 〜夏でも寒くて死にそうです〜』が放映された。

## あらすじ
エリート警察官の北沢秀作は、裕福な家庭に生まれ、母を幼い時に亡くしたことを除けば、何不自由ない生活を送っていた。しかし、秀作は幼い時から、家庭の中で疎外感を抱えていた。なぜならば、教育者として有名な父・泰蔵は姉・知晶や兄・博文ばかりを可愛がり、自分に対しては常に冷たい態度をとり、姉や兄も自分に対して姉兄らしい愛情を向けようとはしなかったからである。
ある日、泰蔵は子どもたちを集め、「生徒の母親と不適切な関係となり、写真をとられ、ゆすられている」と打ち明ける。家族会議の結果、何故か秀作がその対策をとることになり、やむなく泰蔵の相手の女性が通う病院に忍び込むと、問題の写真が収蔵されたスマートフォンを盗み出し、海に投げ捨てる。その後も北沢家には厄介ごとが舞い込み、なぜか秀作がそのたびごとに対策に追われることになる。しかし、秀作は家族のしりぬぐいをするうち、父も兄姉も自分に愛情を注いでおり、不器用ながら自分をいたわってきてくれたことを実感していく。
しかし、秀作の平穏な日々は吉田邦夫という人物の出現で破られる。実は秀作と邦夫は赤ん坊の時に病院で取り違えられており、秀作は吉田家の人間だったのである。邦夫の提案で邦夫の代わりに吉田家で暮らし始めた秀作はその庶民的な生活にすっかりなじみ、戸籍の修正まで考えるようになる。
一方、北沢家では泰蔵が融資者の女性と密会している写真を私立探偵に撮られてしまい、大騒動になっていた。そのことを耳にした秀作は探偵事務所に乗り込むが、泰蔵に命じられた邦夫も写真を取り返しに来てしまい、彼が騒いだために警察が出動する羽目になる。そして、北沢家がそれまで取り繕っていた体裁は完全に崩れ、泰蔵と博文は辞職に追い込まれ、北沢家は没落する。警察に逮捕された秀作は知晶の尽力で執行猶予がつき、半年ぶりに北沢家に戻る。そこでは、父と兄姉が秀作の帰りを待っており、彼をあたたかく迎える。さらに、恋人の池江里子らも秀作の帰還をお祝いに訪れ、彼は生まれて初めて家族や友人のあたたかさを心から実感するのだった。
もみ消して冬2019夏〜夏でも寒くて死にそうです〜
秀作が犯罪者となり、失職して1年余たった。秀作は、幼い頃からの夢だったパティシエになるため、面接に行くが、落ち続けている。知晶は、弁護士として頑張り、AIが選んだ相手と交際は順調。博文はロサンゼルスに行き、医者として武者修行する中、「AIを駆使した医療技術」という新たなスキルを身につけ、AI天才外科医としてAIケンジと共に日本に凱旋。小岩井と楠木も執事として、北沢家に戻ってきた。泰蔵は、自らの経験を書いた著書「没落家族」がベストセラーとなり完全復活した。泰蔵は、次作「教育失敗」のゴーストライターに秀作を指名。名誉挽回するため、秀作はゴーストライターとして「教育失敗」の制作を開始、完成した原稿を見た泰蔵からは、却下される。落ち込む秀作を見て博文は、AIケンジの妹であり、作文専門として作られた、AIサユリを譲る。AIサユリは原稿を書き直し、秀作はその原稿を見て感動した。しかしAIサユリが書き直した原稿には、「万引き、カンニング、家庭内暴力」という悪事の羅列で、秀作を極悪人として描かれていた。ある日、秀作は恋人の里子から「父に会ってほしい」と頼まれる。秀作は、里子と里子の父・英智と会食中、英智から 、犯罪歴のある秀作と付き合う里子を心配してか「娘とは別れてほしい」と反対される。秀作はAIサユリと交流を続ける中、しだいに秀作はAIサユリに好意を持つようになる。後日、秀作は里子に「好きな人ができました」と言い、里子に別れを告げる。秀作は最終作「復興家族」の制作にとりかかってる時、「教育失敗」の捏造疑惑の記事が、翌日発売の週刊誌に掲載されることになり、泰蔵が大ピンチに追い込まれる。この記事が広まれば、再び北沢家は崩壊する。緊急会議が開かれ、秀作は、知晶に「秀作の行動を捏造された本に合わせればいい」と提案される。

## キャスト

### 北沢家
北沢秀作（きたざわ しゅうさく）〈25〉
演 - 山田涼介(Hey! Say! JUMP)
東大卒。警視庁刑事部刑事総務課に所属するエリート警察官で教養第一係長を務める。警視総監を目指して日々、試験勉強に励んでいる。家族の中では比較的常識人ではあるが末っ子故に一番弱い立場に置かれており、姉・知晶や兄・博文の発言に反論・指摘したい点があっても率直に言うことが出来ずにいる。
元々、甘いもの好きなためパティシエになることが夢であったが、泰蔵達に許してもらえなかった為、やむ無く警察官としての道を選んだ。
実はケーキ店を営む吉田家の人間だったが、赤ん坊の時に取り違えられて北沢家で成長した。自分と取り違えられた吉田邦夫と入れ替わって、吉田家の庶民的な生活に馴染む。しかし泰蔵の危機を知り密会の写真を奪うために探偵事務所に忍び込み、偶然その場で遭遇した邦夫が騒いだために警察が出動し逮捕される。警察職も解任され半年も拘置所に拘留された。その後姉の尽力で執行猶予がついて帰宅したときに北沢家一家や使用人らに迎えられ、初めて家族のあたたかさを心から感じる。
北沢知晶（きたざわ ちあき）〈27〉
演 - 波瑠
大手弁護士事務所に勤める才色兼備の敏腕弁護士。司法試験を1位で合格するほどの実力を持つ。他人に対して毒舌で、その時々の気分で意見を頻繁に変える自己中心的な性格。3兄弟の中で一番の頭脳と弁舌を誇っている。双子の弟がいる男性と付き合ったことがあるが、その相手が双子の弟と入れ替わり、自分と付き合うドッキリを仕掛けられて、実際に気づかないままだったという恋愛話がある。警視庁の尾関から好意を持たれており、千晶本人も尾関に「変なヤツ」と思いながらも、最終話では決して嫌ってはいないような描写を見せている。
表面上では秀作に日ごろから厳しくあたる一方で、秀作と彼の後輩である里子の関係に何かと発破をかけたりするなど内心では彼のことを心から案じている。最終話では秀作が逮捕された後、弁護士事務所での立場が悪化して嫌がらせの電話などを受けたにもかかわらず、秀作の弁護をするため事務所にとどまる。なお秀作が釈放された半年後では、これまでやらなかった家事をも取りかかっている。
北沢博文（きたざわ ひろふみ）〈38〉
演 - 小澤征悦
大学病院に勤める天才心臓外科医。ゴッドハンドと呼ばれ、次期院長とも評される。家族のことは好きだが、それ以上に自分のことが大好きな性格（ナルシスト）。時折、パソコンでエゴサーチをしている。相手の性別に気付かずに、そのまま相手とベッドに入ってしまった経験がある。
要領が良く、自分の失態を秀作になすりつけることもしばしば。その一方で、自分が落ち込んだ時には秀作に必要以上にスキンシップをとるなど、自分勝手な性格。病院副院長の就任を目前に秀作が逮捕され、辞職に追い込まれてカリフォルニアに移住した。秀作の釈放日に合わせて実家に一時戻り、帰還した彼に自分の好きなことをやって北沢家を盛り返せと伝えた。
北沢泰蔵（きたざわ たいぞう）〈63〉
演 - 中村梅雀
秀作・知晶・博文の父。私立中学校・北沢学園の学園長。3人の子供を東大に進学させた経験を綴った著書がベストセラーとなり、名教育者として世に知れ渡る。また第3話では料理に対しても敏腕な一面も見せる。妻は20年前に亡くなった。1月9日生まれ。
女性関係は奔放でそのしりぬぐいを秀作にさせていたことで、最終的に学園長職を解任されてしまい北沢家の没落を招く要因を作ってしまう。当初は秀作の意図を悪いように勘ぐっているが、知晶にたしなめられた。その後は心を入れ替え、秀作のペットの世話をしながら秀作の帰宅を待ち続ける。
北沢早和子（きたざわ さわこ）
演 - 霧島れいか
秀作・知晶・博文の母で泰蔵の妻、故人。旧姓畑中。大学時代の泰蔵と社交ダンスの全国大会で急遽ペアを組んで優勝したのがきっかけで交際・結婚した。

### 北沢家の関係者
小岩井凛治（こいわい りんじ）〈58〉
演 - 浅野和之
北沢家の執事。泰蔵の妻が亡くなって以来、北沢家を陰から支える存在として3兄弟の成長を見守ってきた。11月18日生まれ。手毛綱のことを嫌っている。
北沢家が没落した後は、カレー屋に転業した「らあめん亀谷」に就職して、秀作の帰りを待つ。
楠木松也（くすのき まつや）〈27〉
演 - 千葉雄大
北沢家の執事見習い。実家は老舗の温泉旅館だが、両親への反発から背中に鯉の入れ墨を彫っている。なおこの入れ墨を知っているのは泰蔵などごく一部の人間のみで、あえて理解も示した上の承知であり、それを知らなかった秀作から詰問を受けた。
イギリスの養成学校で修養を積み、北沢家に仕えることになった。物語開始時点で働いて二日目。知晶からは好意を寄せられているが、当の本人は彼女のことは「全然タイプではない」らしい。
北沢家没落後は手毛綱のクリーニング屋に就職して、秀作の帰りを待つ。
手毛綱美鎖夫（てげつな みさお）〈40〉
演 - 児嶋一哉(アンジャッシュ)
北沢家に出入りする街のクリーニング屋。北沢家の事情にそれなりに詳しい。

### 警視庁
尾関光希（おぜき こうき）〈24〉
演 - 小瀧望（ジャニーズWEST）
警視庁SITのホープ。説得のプロフェッショナル。先輩である秀作のことを慕っており、秀作からの相談にしばしば応じるが、その内容が一般的な感じがしないことから、その点に関しては胡散臭さを感じている。知晶に片思いしており度々アプローチしている。
最終話で探偵事務所に忍び込んだ秀作を逮捕した。なお半年後に秀作が釈放され北沢家に帰還したときには、里子と共に帰還祝いに彼の元に訪れ、警察官を辞職された秀作を「先輩」と変わらず尊敬の念を表している。
池江里子（いけえ さとこ）〈23〉
演 - 恒松祐里
女性警察官。秀作の部下。秀作からうっすらとした好意を抱かれており、第7話の終盤から本格的に両想いとなって付き合う。
可憐で明るい性格だが、秀作曰く「『危険な香り』が大好物で、スリルや緊張を楽しむことはあってもビビる事は無い」とのことである。また柔道黒帯の有段者としての実力を持つほど身体能力も高く、小学生の頃には自分の靴を故意に隠した上級生の3人組に鉄拳制裁を行った過去を持っており、第8話において北沢家に面会に赴いた際にその話を聞いた泰蔵は呆然としていた。
秀作が逮捕された後も、彼を見捨てず、帰りを待ち続ける。半年後に北沢家に帰還した秀作の元に尾関と共に帰還祝いに訪れた。
下井草薫（しもいぐさ かおる）
演 - 井上依吏子
女性警察官。秀作の部下。里子の同僚。

### 帝都国際大学病院
善財一郎（ぜんざい いちろう）
演 - 竹森千人（フラミンゴ）
大学病院の勤務医。博文の同僚にしてライバル。博文が辞職したとき、「自分が院長になったら、お前を採用する」と伝える。
浜野谷和馬（はまのや かずま）
演 - 柴俊夫
博文と善財の勤める大学病院の院長。ジョンという名の犬を飼っている。

### らあめん亀谷
亀谷（かめたに）
演 - 角田晃広（東京03）
小岩井が再就職するラーメン屋の店主。小岩井を面接に迎えた際は第一印象に不安を見せるも彼の勤勉さを認め、店員として迎え入れて彼を信頼していく。しかし小岩井を連れ戻しに来た秀作と泰蔵の細工によって小岩井が仕込むはずだったスープがカレーになってしまうという大ミスと思い込み、激昂して彼を解雇する。その際「カレー屋を開けるレベル」と評価していた。
なおこの時泰蔵が密かに作ったカレーが評判になり、結局カレー屋に転業する。
従業員
演 - 久保酎吉
小岩井が退職した後に雇われた「らあめん亀谷」の従業員。

### ゲスト
第1話
島畑富士子（しまはた ふじこ）〈42〉
演 - 磯山さやか
北沢学園の生徒の母。シングルマザー。泰蔵と関係を持ち、その証拠となる自分と一緒にいる状態での彼の裸の写真をネタに多額の金銭を要求する。誕生日は5月30日。

第3話
小岩井冨美代（こいわい ふみよ）
演 - 桜井日奈子
小岩井の娘。メイド喫茶で働く。小岩井から認知を受け、現在はマンションで小岩井と同居している。

第4話
角居（すみい）
演 - 駿河太郎
不動産会社の御曹司。泰蔵によって知晶の見合い相手に指名される。
中谷（なかたに）
演 - 渡辺邦斗
当選1期目の国会議員。政策ブレーンとして知晶を起用している。
竹之下（たけのした）
演 - 渡辺哲
中谷の後援会長。知晶と中谷を結婚させようと目論む。

第5話
ジュン
演 - 高橋ユウ
博文に接近する女性。バレンタインデーには博文とディナーを共にする。
タクシーの運転手
演 -  西堀亮（マシンガンズ）
秀作をフェリー乗り場付近まで送り届ける。

第6話
奥平こずえ（おくだいら こずえ）
演 - 山村紅葉
泰蔵の大学時代の同級生。自分とデートをするよう秀作に強要する。
杉原潮音（すぎはら しおね）
演 - 宍戸美和公
泰蔵の大学時代の同級生。かつて泰蔵と交際していた。
秋山晶江（あきやま あきえ）
演 - しのへけい子
泰蔵の大学時代の同級生。かつて泰蔵と交際していた。
菊沢美貴（きくさわ みき）
演 - 上村依子
泰蔵の大学時代の同級生。かつて泰蔵と交際していた。
寺田十和子（てらだ とわこ）
演 - 松浦佐知子
泰蔵の大学時代の同級生。かつて泰蔵と交際していた。

第9話
吉田邦夫（よしだ くにお）
演 - 加藤諒（最終話）
赤ん坊のころに秀作と取り違えられた人物。泰蔵の妻の希望で、ケーキ屋を営む吉田家で育つが、父からパティシエになることを認められず、実家の雑用をこなしている。本人曰く、宇宙飛行士を目指している。秀作に「一週間だけ入れ替わる」ことを提案し、北沢家に入り込み、そのまま順応している。北沢家の人間らしく、要領が良く、口がうまい。
泰蔵の密会の写真を奪おうとし探偵事務所に忍び込み、騒いだために警察が出動することになり、秀作が逮捕されて、北沢家が没落する原因を作ってしまう。その責任を感じて吉田家に戻る。
吉田町子（よしだ まちこ）
演 - 堀内敬子

2019夏 ～夏でも寒くて死にそうです～
池江英智（いけえ ひでとも）
演 - 西村まさ彦（友情出演）
池江里子の父親。
尾道正平（おのみち しょうへい）
演 - 北村有起哉（友情出演）
北沢泰造のゴーストライター。
別府（べっぷ）
演 - 渡辺絵里子（阿佐ヶ谷姉妹）
結婚相談所のコーディネーター。
長山（ながやま）
演 - 河野真也（オクラホマ）
北沢知晶の婚約者。

## スタッフ
- 脚本 - 金子茂樹
- 音楽 - ワンミュージック
- 主題歌 - Hey! Say! JUMP
  - 連続ドラマ版 - 「マエヲムケ」（ジェイ・ストーム）[4]
  - 2019夏 - 「上を向いて歩こう」[5]
- オープニングテーマ - もみ消して冬〜24のカプリス feat.高嶋ちさ子（作曲：ニコロ・パガニーニ）
- チーフプロデューサー - 福士睦
- プロデューサー - 櫨山裕子、秋元孝之
- 演出 - 中島悟、丸谷俊平
- 制作協力 - オフィスクレッシェンド
- 製作著作 - 日本テレビ

## 放送日程
- 第1話は、22時 - 23時4分の10分拡大放送。

| 各話                                                                         | 放送日        | ラテ欄                                                         | 演出     | 視聴率 |
| ---------------------------------------------------------------------------- | ------------- | -------------------------------------------------------------- | -------- | ------ |
| 第1話                                                                        | 2018年1月13日 | セレブ一家の爆笑スキャンダル! 末っ子悲壮な決意で証拠隠滅大作戦 | 中島悟   | 13.3%  |
| 第2話                                                                        | 1月20日       | 愛犬逃走クビの危機! 替え玉作戦で姉ちゃん豹変                   | 中島悟   | 11.1%  |
| 第3話                                                                        | 1月27日       | メイド喫茶事件に親父も参戦! 激うまカレーの真相                 | 丸谷俊平 | 11.1%  |
| 第4話                                                                        | 2月03日       | 入れ墨執事に恋!? 姉ご乱心のキス&父豆まき暴投                   | 中島悟   | 11.0%  |
| 第5話                                                                        | 2月10日       | 骨肉の恋愛バトル! 牛丼兄VSうなぎ弟チョコ争奪戦                 | 丸谷俊平 | 07.1%  |
| 第6話                                                                        | 2月17日       | 熟女サスペンスで男の色気が人生最大!?                           | 中島悟   | 08.1%  |
| 第7話                                                                        | 2月24日       | 人望ゼロ兄弟の逆襲ハンドベルと南の島のすね毛                   | 丸谷俊平 | 06.6%  |
| 第8話                                                                        | 3月03日       | 大胆彼女に姉報復で嫌がらせ!? 靴消失の意外な真相                | 中島悟   | 09.5%  |
| 第9話                                                                        | 3月10日       | 最終章突入で最大のピンチ! さよなら僕の家族たち                 | 丸谷俊平 | 09.0%  |
| 最終話                                                                       | 3月17日       | セレブ一家最後の事件! 衝撃の逮捕が招く幸せ                     | 中島悟   | 10.8%  |
| 平均視聴率 9.8% （視聴率はビデオリサーチ調べ、関東地区・世帯・リアルタイム） |               |                                                                |          |        |
| スペシャル                                                                   | 放送日        | タイトル                                                       | 演出     | 視聴率 |
| スペシャル                                                                   | 2019年6月29日 | もみ消して冬 2019夏 〜夏でも寒くて死にそうです〜               | 丸谷俊平 | 10.1%  |